# Brachycephalus pulex
Brachycephalus pulex (лат.) — вид седлоносных жаб, бесхвостых земноводных из семейства короткоголовов (Brachycephalidae). Самый маленький вид бесхвостых земноводных и вообще всех амфибий и всех позвоночных в мире.

## Описание
Общая длина тела самок составляет 7,4—8,9 мм (в среднем 8,2 мм), самцов 6,5—7,9 мм (в среднем 7,1 мм), что делает этих жабок самым маленьким видом бесхвостых земноводных и вообще всех амфибий и всех позвоночных в мире. Окраска верхней части тела коричневая с пятнами и полосами от светло- до тёмно-коричневого цвета под фон опавшей листвы, без ярких жёлтых или оранжевых цветов. На спине Х-образный знак тёмно-коричневого цвета, расположенный от задних углов глаз до крестцовой области, где он каудально анастомозирует с тёмно-коричневой V-образной отметиной над крестцом, которая, в свою очередь, продолжается тёмно-коричневыми полосами на бёдрах, голени и предплюсне. На груди перевёрнутое депигментированное V-образное пятно, окаймлённое сверху тёмно-коричневой полосой с каждой стороны. Кожа гладкая, без кооссификации дермы на макушке головы и в центральной части спины. Морда короткая, заострённая, с закруглённым концом. Радужина глаз оранжевая.

## Ареал
Обитает в Южной Америке, является узкоареальным эндемиком востока Бразилии, где этот вид известен только из своего типового местонахождения в горных массивах Серра-Бонита (в муниципалитетах Камакан и Пау-Бразил) и Серра-дас-Лонтрас (муниципалитет Аратака) в штате Баия. Встречается на высоте от 220 до 930 м над уровнем моря. Общая площадь известного ареала вида составляет 372 км². Гипотетически, вид может встречаться несколько шире в подходящей среде обитания, на территории площадью 3976 км². Однако большинство видов рода Brachycephalus в этом регионе являются микроэндемиками своих гор или горных хребтов и часто заменяются другими видами за пределами их ныне известных ареалов. Поэтому считается, что будущие исследования вряд ли покажут более широкое распространение этого вида в регионе. Предполагается, что в пределах своего ареала вид обитает в 2—5 местах.

## Места обитания и экология
Вид является эндемиком биома бразильского атлантического леса. Он населяет густую лиственную подстилку во влажных предгорных лесах в местах произрастания эпифитных бромелиевых. Одна особь была поймана у подножия ствола дерева. У некоторых особей, когда их потревожили, наблюдалась симуляция смерти. Вид не терпит нарушения среды обитания, поскольку зависит от влажной листовой подстилки и чувствителен к снижению влажности. Судя по информации о близких видах, он, скорее всего, размножается путём прямого развития, без стадии головастика.

## Популяция
Судя по всему, вид с низкой численностью. В низинах он не обнаружен, даже при интенсивных поисках в низинных лесах. В горах Серра-дас-Лонтрас со времени первоначальной находки больше этот вид ни разу не обнаруживали. В 2012 г. в Серра-Бонита было обнаружено более 20 особей. В 2013 г. здесь же было зарегистрировано 32 особи. В 2015 г. в Серра-Бонита вид не был зарегистрирован. В 2020 году в регионе Серра-Бонита были проведены интенсивные поиски, в результате которых было найдено несколько (2 или 3) особей. Поскольку в 2015 и 2016 годах в регионе были необычные периоды засухи, считается, что изменения климата могут влиять на динамику популяции этого вида, однако это требует дальнейшего изучения. Предполагается, что общая численность популяции сокращается из-за продолжающегося снижения качества и размера среды обитания этого вида.

## Классификация
Вид Brachycephalus pulex был описан в 2011 году коллективом бразильских зоологов. Видовое название pulex было дано как отсыл к виду блох Pulex irritans из-за мелкого размера этих жаб и их способности совершать большие прыжки. В настоящее время это один из 41 вида жаб рода Brachycephalus.

## Основные угрозы
Основными угрозами для этого вида являются преобразование, фрагментация и деградация его лесной среды обитания, вызванные расширением городов, мелким и крупным сельским хозяйством (включая плантации какао), выпасом скота и использованием огня для сведения лесов и превращения территорий в возделываемые земли или создания и поддержания пастбищ.

## Охрана
Вид охраняется в национальном парке Серра-дас-Лонтрас. Этот вид также встречается в небольшом, хорошо сохранившемся заповеднике площадью 18 км², заповедном комплексе Серра-Бонита (Serra Bonita Reserve Complex), частном заповеднике природного наследия, состоящем из консорциума частных объектов. Однако, похоже, никаких мер по сохранению именно этого видов не осуществляется. Для сохранения вида необходимо создание новых заповедников и расширения существующих.